# Cilazapril
Il cilazapril è un principio attivo impiegato per curare l'ipertensione e l'insufficienza cardiaca (incapacità del cuore di fornire sangue in quantità adeguata all'organismo). Cilazapril è un inibitore dell'enzima convertitore dell'angiotensina, ossia blocca l'azione dell'enzima ACE, che è responsabile della conversione di angiotensina I in angiotensina II. L'angiotensina II è un potente vasocostrittore (una sostanza che restringe il diametro dei vasi sanguigni). Inibendo la produzione di questo ormone, cilazapril permette ai vasi sanguigni di dilatarsi, riducendo la pressione sanguigna. La riduzione della pressione sanguigna è di beneficio anche per i pazienti con insufficienza cardiaca, perché è più facile per il cuore pompare il sangue se la pressione nei vasi non è troppo elevata.

## Indicazioni
È utilizzato come medicinale in cardiologia contro l'ipertensione, episodi di scompenso cardiaco e dopo infarto miocardico acuto. Appartiene a un gruppo di farmaci chiamati ACE-inibitori. Cilazapril può essere usato per l'ipertensione (vasodilatando i vasi sanguigni e abbassando la pressione sanguigna), l'insufficienza cardiaca (migliora l'attività del cuore e riduce i sintomi dell'insufficienza cardiaca come la mancanza di respiro e il gonfiore ai piedi, gambe e addome), la malattia renale diabetica (nefropatia diabetica). Cilazapril può agire rapidamente per quanto riguarda l'ipertensione, mentre nel caso di insufficienza cardiaca possono passare alcune settimane prima di notare un miglioramento dei sintomi. Una volta iniziata la cura con cilazapril generalmente si continuerà a prenderlo per tutta la vita a meno di importanti effetti collaterali o perdita di efficacia.

## Controindicazioni
La funzionalità epatica dovrebbe essere controllata durante la somministrazione del farmaco.
Cilazapril non dovrebbe essere assunto nel caso di allergia a:
- qualsiasi medicinale contenente il principio attivo, o qualsiasi altro medicinale ACE inibitore;
- uno qualsiasi degli eccipienti.

È necessario informare il proprio medico prima di iniziare il trattamento farmacologico.
I sintomi di una reazione allergica possono includere respiro corto, respiro sibilante o difficoltà respiratorie, gonfiore del viso, labbra, della lingua o di altre parti del corpo, eruzione cutanea, prurito o orticaria della pelle, dolore muscolare, indolenzimento o dolore articolare.
Tra le informazioni mediche riportate nel New Zealand Medicine Information è indicato di non assumere cilazapril in stato di gravidanza dato che può influenzare lo sviluppo del bambino; non assumerlo in caso di allattamento al seno perché è possibile che passi nel latte materno.
Questo medicinale non è adatto per bambini. Sicurezza ed efficacia in bambini non sono state stabilite.
Viene indicato anche di non assumerlo se precedentemente si ha sofferto di angioedema (gonfiore della pelle, in particolare del viso e intorno alle labbra), quando si è stati sottoposti a terapie con altri ACE inibitori, oppure se si sta prendendo sacubitril/valsartan. L'assunzione contemporanea di questi medicinali può aumentare il rischio di angioedema.
Viene consigliato di non prendere questo medicinale dopo la data di scadenza stampata sulla confezione o se la confezione è strappata o mostra segni di manomissione. Se il prodotto è scaduto o è danneggiato, restituirlo al farmacista per lo smaltimento.
Se non si è sicuri di dover iniziare ad assumere cilazapril, parlare con un medico.
Prima di iniziare ad assumere cilazapril informare il medico di eventuali allergie a:
- qualsiasi altro medicinale;
- qualsiasi altra sostanza, come per esempio alimenti, conservanti o coloranti.

Informare il medico se si ha o se si ha avuto qualsiasi patologia, specialmente le seguenti:
- problemi ai reni o se si sta facendo dialisi
- problemi al fegato
- problemi al cuore
- aferesi (il sangue viene passato attraverso un apparecchio che separa un particolare costituente, restituisce poi il resto del sangue nella circolazione)
- bassa pressione sanguigna, che si può notare come vertigini o stordimento
- diabete
- alti livelli di potassio nel sangue
- segue una dieta a basso contenuto di sale
- caso in cui si ha recentemente sofferto di vomito o diarrea
- lupus eritematoso sistemico (SLE), sclerodermia o altre malattie autoimmuni
- intollerante al galattosio, o soffre di deficit di lattasi o sindrome di mal assorbimento di glucosio-galattosio
- se si sta ricevendo una terapia di desensibilizzazione per un'allergia.

Se non si è detto al proprio medico di quanto sopra, informarlo prima di iniziare a prendere cilazapril.
Informare il proprio medico o farmacista se si sta prendendo qualsiasi altro medicinale, compresi i farmaci che si ottengono senza prescrizione in farmacia, supermercato o negozio di alimenti naturali.
Ci possono essere alcune interazioni farmacologiche tra cilazapril e altri medicinali. Queste includono:
- altre medicine usate per trattare l'alta pressione sanguigna
- diuretici conosciuti anche come fuidi o pastiglie d'acqua
- farmaci antinfiammatori non steroidei (FANS), farmaci usati per alleviare il dolore, il gonfiore e altri sintomi dell'infiammazione, compresa artrite e alte dosi di aspirina
- integratori di potassio o sostituti di sale contenente potassio, diuretici risparmiatori di potassio (per esempio spironolattone, triamterene o amiloride)
- trimetoprim e cotrimossazolo (trimetoprim/sulfametossazolo) per infezioni causate da batteri
- ciclosporina, un farmaco immunosoppressore usato per prevenire il rigetto di trapianti d'organo
- eparina, un medicinale usato per scoagulare il sangue
- litio, un medicinale usato per trattare sbalzi d'umore e alcuni tipi di depressione
- insulina e compresse usate nel trattamento del diabete
- anestetici generali
- antidepressivi triciclici e antipsicotici
- farmaci che abbassano il sistema immunitario, quali corticosteroidi, ciclosporina o farmaci usati per il trattamento del cancro (compresa la radioterapia)
- composto aureo usato nel trattamento di artrite reumatoide
- terapia di desensibilizzazione con veleno di ape o di vespa.

Questi medicinali possono essere influenzati dal principio attivo cilazapril, o possono influenzarne il meccanismo. Potrebbe essere necessario modificare la dose del prodotto, o potrebbe essere necessario sostituire la terapia.
Il  medico e il farmacista hanno maggiori informazioni su farmaci a cui fare attenzione o evitare durante l'assunzione questo medicinale.

## Dosaggi
Per l'ipertensione la dose iniziale raccomandata è di 1 mg al giorno che può essere adeguata a seconda della risposta del paziente alla terapia. La dose massima giornaliera è compresa tra i 2,5 mg e i 5 mg al giorno.
Nei soggetti ipertesi, viene raccomandata una dose inferiore pari a 0,5 mg al giorno in quanto hanno il sistema renina-angiotensina-aldosterone attivato che potrebbe portare a un calo della pressione.
Nel caso in cui il paziente fosse anche sottoposto a trattamento con diuretici, questo deve essere interrotto almeno 2-3 giorni prima dell'inizio della somministrazione di cilazapril per ridurre la probabilità dell'insorgere di ipotensione sintomatica.
Per il trattamento dell'insufficienza cardiaca cronica, si raccomanda una dose iniziale di 0,5 mg al giorno per un totale di 7 giorni consecutivi di terapia. Il dosaggio può essere aumentato fino a 2,5 mg al giorno in caso la terapia fosse tollerata dal paziente. In questo caso la terapia va seguita a intervalli settimanali e sotto sorveglianza medica. La dose massima giornaliera rimane sempre 5,0 mg.
Pazienti con disfunzioni renali possono essere soggetti a una riduzione del dosaggio somministrato, a seconda della clearance della creatinina. Nei pazienti affetti anche da ipertensione renovascolare, esiste un maggiore rischio di ipotensione grave e insufficienza renale. In questi casi il trattamento deve essere iniziato sotto stretta sorveglianza medica e il dosaggio è molto ridotto e adattato in base alle loro esigenze e patologie.
Nei pazienti affetti da cirrosi epatica che richiedono trattamento contro l'ipertensione bisogna prestare molta attenzione al dosaggio somministrato in quanto non può superare gli 0,5 mg al giorno ed è necessario monitorare costantemente la pressione arteriosa.
Per il trattamento di soggetti anziani ipertesi la dose può essere adattata a seconda della risposta alla terapia ma comunque mantenuta all'interno dell'intervallo 0,5-1,0 mg al giorno, mentre nel caso di soggetti anziani con scompenso cardiaco la dose iniziale deve attenersi fedelmente a quella di 0,5 mg al giorno.
Per il trattamento di soggetti di età inferiore ai 18 anni non sono stati effettuati studi sull'efficacia, quindi, non è possibile stabilire un'esatta posologia.
Il cilazapril deve essere assunto una volta al giorno e sempre allo stesso orario, l'assunzione di alimenti non interferisce con l'assorbimento del principio attivo, ragion per cui può essere assunto sia prima sia dopo i pasti.

## Farmacodinamica
Il cilazapril fa parte della classe dei farmaci ACE-Inibitori, che sono dei modulatori farmacologici del sistema renina-angiotensina-aldosterone.
In particolare, il cilazapril è un profarmaco, presente come estere carbossilico, la cui forma attiva è il cilazaprilato, responsabile dell'inibizione competitiva dell'enzima ACE, ovvero l'enzima di conversione dell'angiotensina I ad angiotensina II; l'inibizione dell'enzima ACE ha come conseguenza il fatto che viene inibito il sistema renina-angiotensina-aldosterone e quindi la conversione dell'angiotensina I ad angiotensina II. L'effetto primario ottenuto dall'abbassamento dei livelli di angiotensina II è un effetto antipertensivo, in quanto  vengono indirettamente soppressi i processi che sono fisiologicamente da essa sostenuti e che hanno un effetto ipertensivo, tra cui promuovere la vasocostrizione arteriolare, la sintesi di aldosterone a livello della corticale del surrene e la stimolazione del sistema simpatico; inoltre, la diminuzione dei livelli di angiotensina II stimola il rilascio di renina a livello renale e la produzione di angiotensina I, la quale diventa il punto di partenza per la produzione di angiotensina 1-7 e altri peptidi, dei quali, però, non è ancora nota la funzione. Infine, un altro effetto derivato dall'inibizione dell'enzima ACE, è l'aumento dei livelli di bradichinine, che non vengono più metabolizzate dall'enzima ACE a frammenti inattivi; le bradichinine agiscono direttamente a livello periferico inducendo vasodilatazione, e indirettamente, stimolando la sintesi di prostaglandine, la cui azione a livello endoteliale è la diminuzione delle resistenze vascolari periferiche e quindi la diminuzione della pressione arteriosa. 
L'effetto antipertensivo è dovuto principalmente alla diminuzione delle resistenze vascolari periferiche, mentre la frequenza e la gittata cardiaca non risultano significativamente modificate.
A differenza dei vasodilatatori diretti, questa classe di farmaci non provoca l'attivazione riflessa del sistema simpatico, perciò può essere utilizzata anche in pazienti con cardiopatia ischemica. Si ipotizza che l'assenza di tachicardia riflessa sia dovuta a un riassestamento dei barocettori o a un'aumentata attività del sistema parasimpatico.
Le attività del cilazapril, e in generale degli ACE-inibitori, sono giustificate da specifici rapporti struttura-attività.
L'enzima ACE è un bersaglio farmacologico stereoselettivo e gli ACE-inibitori attualmente impiegati devono avere delle precise caratteristiche stereochimiche tali da essere compatibili con quelle degli L-amminoacidi del substrato naturale. È stato dimostrato che variazioni nella configurazione di una delle funzioni carbossilato o del sostituente R1 presente sulla catena portavano a una drastica caduta dell'attività inibitoria di questi farmaci, e che la configurazione richiesta per ottenere un'ottimale inibizione dell'enzima è la configurazione S,S,S. 
Infine, la struttura chimica degli ACE-inibitori deve contenere dei precisi gruppi funzionali, tali da renderla un analogo strutturale del substrato naturale e permettere, quindi, una corretta interazione con il sito attivo dell'enzima.

## Farmacocinetica

### Assorbimento
Il cilazapril viene somministrato per via orale come profarmaco e viene trasformato nella sua forma attiva grazie all'attività delle esterasi soprattutto a livello epatico.
La biodisponibilità del cilazaprilato dal cilazapril è di circa il 60% e la concentrazione plasmatica massima viene raggiunta dopo circa 2 ore dalla somministrazione. Bisogna considerare che nel caso in cui il cilazapril venga assunto in concomitanza con il cibo, il tempo massimo richiesto per raggiungere la concentrazione plasmatica massima viene ritardato di 1,5 ore e la concentrazione massima plasmatica viene ridotta del 24% senza effetto sulla biodisponibilità complessiva; questo significa che la concomitante assunzione del farmaco con il cibo influenza la velocità dell'assorbimento, piuttosto che la sua l'entità.

### Distribuzione
Per il cilazaprilato il volume di distribuzione è di circa 0,5-0,7 L/kg, questo significa che il farmaco è relativamente distribuito nei tessuti periferici e per lo più è presente a livello plasmatico (circa il 25-30% legato alle proteine plasmatiche) e nel liquidi extracellulari.

### Eliminazione
Il cilazaprilato viene eliminato immodificato per via renale e ha un'emivita di circa 9 ore.

### Farmacocinetica nei pazienti fragili
Nei pazienti anziani con funzionalità renale normale si è vista una riduzione della clearance anche del 20% rispetto a pazienti più giovani e quindi la concentrazione plasmatica di cilazaprilato risulta essere maggiore anche del 40%.
Per pazienti che mostrano una funzionalità renale compromessa, si è osservato che la concentrazione plasmatica massima di cilazaprilato è più elevata rispetto ai pazienti con funzionalità renale normale, dato l'eliminazione renale è ridotta per scarsa capacità del rene di lavorare in modo ottimale.  
Nei pazienti con grave insufficienza renale  l'eliminazione del farmaco è fortemente diminuita, l'emodialisi può aiutare a ridurre la concentrazione del farmaco.
Infine, in pazienti che mostrano una funzionalità epatica compromessa, in particolare con cirrosi epatica, si è visto che la concentrazione plasmatica del cilazaprilato è aumentata rispetto a pazienti con funzionalità epatica normale e la clerance totale del cilazaprilato risulta diminuita.

## Effetti indesiderati
Come tutti i medicinali, il cilazapril può causare effetti indesiderati anche importanti. Tra gli effetti indesiderati sono stati segnalati casi di ipotensione con vertigini, sensazione di svenimento e affaticamento; comuni quando si inizia la terapia con cilazapril ma che si risolvono da soli con il tempo. È necessario prestare attenzione quando ci si alza da seduti o distesi per evitare eventuali cadute che potrebbero causare rischi di infortuni, soprattutto se assunto da persone anziane. Se i sintomi continuano, consultare il proprio medico.
Può causare anche faringodinia e tosse secca e insistente. Questi effetti indesiderati possono comparire inizialmente ma risolversi con il tempo. In caso di persistenza consultare il proprio medico.
Può dare reazione allergica che si manifesta con la comparsa di rash cutanei, prurito, angioedema (gonfiore di labbra, viso e occhi) o difficoltà respiratorie (broncospasmo, dispnea, bronchite). Alla comparsa di questi sintomi è necessario contattare al più presto il proprio medico.
Altri effetti indesiderati sono cefalea, nausea, diarrea, vomito, crampi muscolari, febbre, dispepsia, leucopenia, neutropenia, discrasia ematica, vasculiti, anemia, artralgia, dispnea.
Consultare quanto prima il proprio medico nel caso in cui si stia pianificando una gravidanza nel breve tempo o se la gravidanza è già in corso. 
È inoltre importante effettuare regolarmente esami del sangue quando si è sottoposti a cura farmacologica con cilazapril in quanto può causare problemi al fegato, che si manifestano con ingiallimento di occhi e pelle e urine scure, o alla concentrazione di potassio nel sangue.